# Línea 164 (Montevideo)
La línea 164 fue una línea de ómnibus urbana de Montevideo, que unía la Ciudadela con el barrio Larrañaga.

## Características
Fue creada en los años treinta por la entonces Cooperativa de Ómnibus Línea H, la cual en 1937, tras la confirmación de la Compañía Uruguay del Transporte Colectivo se convirtió en la línea 164.
Partía desde la Terminal Ciudadela hacia el barrio de Larrañaga, específicamente en la intersección de las Avenidas Doctor Luis Alberto de Herrera y General Flores, o en algunas ocasiones con la avenida Luis Alberto de Herrera y Monte Caseros.
En marzo de 2019, con el comienzo de los horarios de invierno, esta línea, al igual que la 161 quedaron definitivamente suprimidas, pero aún en algunas paradas de Montevideo se conserva sus carteles indicadores.

## Recorridos
Circulaba por los barrios Ciudad Vieja, Centro, Cordón, Cordón Norte, Goes, La Blanqueada y Larrañaga.
| Ida - Juncal - Cerrito - Florida - Mercedes - Avenida Daniel Fernández Crespo - Miguelete - Bulevar Artigas - Monte Caseros - Juan Cabal - Juan Ramón Gómez - Avenida Luis Alberto de Herrera | Vuelta - Avenida Luis Alberto de Herrera - Sancho Panza - José Bonaparte - Andrés Lamas - Juan Cruz Varela - Juan José Quesada - Avenida General Flores - Domingo Aramburú - Marcelino Sosa - Blandengues - Arenal Grande - Justicia - La Paz - Arenal Grande - Avenida Uruguay - Ciudadela - Piedras - Ciudadela |

## Paradas
| Código | Parada                     |
| ------ | -------------------------- |
| 4020   | Piedras                    |
| 4320   | Ciudadela                  |
| 4021   | Convención                 |
| 4022   | Rio Negro                  |
| 4025   | Cuareim                    |
| 4043   | Ejido                      |
| 4550   | Vazquez                    |
| 4027   | Carlos Roxlo               |
| 4547   | Gaboto                     |
| 4546   | Eduardo Acevedo            |
| 3835   | Cerro Largo                |
| 3837   | Miguelete                  |
| 3823   | República                  |
| 3824   | Inca                       |
| 3825   | Pedro Errazquin            |
| 3827   | Juan Paullier              |
| 3828   | Duvimioso Terra            |
| 2105   | Monte Caseros              |
| 3520   | Nueva Palmira              |
| 3480   | Av Gral José Garibaldi     |
| 3481   | Cnel Lucas Piriz           |
| 3482   | Jaime Cibils               |
| 3504   | Mariano Moreno             |
| 3506   | Av Luis Alberto de Herrera |

| Código | Parada                   |
| ------ | ------------------------ |
| 3448   | Emilio Raña              |
| 3449   | Cádiz                    |
| 3450   | Canstatt                 |
| 3451   | Altamirano               |
| 5393   | Andrés Lamas             |
| 2785   | Benito Juárez            |
| 2784   | Gualeguay                |
| 2338   | Av Luis A De Herrera     |
| 2339   | Bv Gral Artigas          |
| 2404   | Chubut                   |
| 2405   | Dr Gustavo Gallinal      |
| 2406   | Av Gral José Garibaldi   |
| 2407   | Rivadavia                |
| 2409   | Domingo Aramburu         |
| 2458   | Gral.Flores              |
| 2459   | Ramón Del Valle Inclán   |
| 2460   | Arenal Grande            |
| 3783   | Dr Juan J De Amezaga     |
| 3702   | Nueva Palmira            |
| 3703   | Gral Pagola              |
| 3704   | Lima                     |
| 3815   | República                |
| 3831   | Cerro Largo              |
| 3832   | Av. Uruguay              |
| 4031   | Tristán Narvaja          |
| 4045   | Magallanes               |
| 4033   | Tacuarembo               |
| 4034   | Dr Javier Barrios Amorín |
| 4046   | Ejido                    |
| 4035   | Yi                       |
| 4036   | Av Gral Rondeau          |
| 4615   | Julio Herrera y Obes     |
| 4909   | Convención               |
| 4040   | Florida                  |
| 4806   | Paysandu                 |
| 4587   | Juncal                   |